# Cerithiopsis onealensis
Cerithiopsis onealensis is een slakkensoort uit de familie van de Cerithiopsidae. De wetenschappelijke naam van de soort is voor het eerst geldig gepubliceerd in 1921 door Bartsch.